# 1981 a labdarúgásban
A következő események történtek a világ labdarúgásában az 1981-es évben.

## Események
- 1981-es Copa Libertadores: a Flamengo nyert, miután a rájátszásban 2–0-ra legyőzte a Cobreloa csapatát.
- 1980–1981-es bajnokcsapatok Európa-kupája: a Liverpool FC győzött, miután a döntőben 1–0-ra győzte le a Real Madridot.
- Interkontinentális kupa: a Flamengo győzött, miután 3–0-ra győzte le a Liverpoolt.
- március 25. – Kees Rijvers a holland válogatott szövetségi kapitányaként debütált a francia válogatott elleni 1–0-ra megnyert világbajnoki selejtezőn. Edo Ophof, az AFC Ajax játékosa is ezen a mérkőzésen debütált a válogatottban.
- szeptember 1. – A holland csatár, Wim Kieft a Svájc elleni barátságos mérkőzésen debütált a holland válogatottban. Ez a találkozó volt a 400. a holland válogatott történetében.

## Nemzeti bajnokságok győztesei

### Európa
- Albánia – KF Partizani Tirana
- Anglia – Aston Villa
- Ausztria – Austria Wien
- Belgium – RSC Anderlecht
- Bulgária – CSZKA Szófia
- Ciprus – AC Omonoia
- Csehszlovákia – Banik Ostrava
- Dánia – Hvidovre IF
- Észak-Írország – Glentoran FC
- Feröer – HB Tórshavn
- Finnország – HJK Helsinki
- Franciaország – AS Saint-Etienne
- Görögország – Olimbiakósz
- Hollandia
  - Eredivisie – AZ
  - Eerste Divisie – HFC Haarlem
- Izland – Vikingur
- Írország – Athlone Town AFC
- Jugoszlávia – FK Crvena Zvezda
- Lengyelország – Widzew Łódź
- Luxemburg – Progrès Niedercorn
- Magyarország – Ferencvárosi TC
- Málta – Hibernians FC
- NDK – Dynamo Berlin
- NSZK – Bayern München
- Norvégia – Vålerenga IF
- Olaszország – Juventus
- Portugália – SL Benfica
- Románia – Universitatea Craiova
- Skócia – Celtic FC
- Spanyolország – Real Sociedad
- Svájc – FC Zürich
- Svédország – Östers IF
- Szovjetunió – Gyinamo Kijev
- Törökország – Trabzonspor

### Dél-Amerika
- Argentína
  - Metropolitano – Boca Juniors
  - Nacional – River Plate
- Bolívia – Wilstermann
- Brazília – Grêmio
- Chile – Colo-Colo
- Ecuador – Barcelona
- Kolumbia – Atlético Nacional
- Paraguay – Olimpia Asunción
- Peru – Melgar FBC
- Uruguay – Penarol
- Venezuela – Deportivo Tachira

## Nemzetközi versenyek
- Mundialito Montevideóban, Uruguayban (1980. december 30. – 1981. január 10.)

1. Uruguay
2. Brazília

- 1981-es brit hazai bajnokság (1981. május 16. – május 23.)

## Labdarúgás témájú filmek
- Menekülés a győzelembe

## Születések
- január 20. – Owen Hargreaves, angol labdarúgó
- január 30. – Dimitar Berbatov, bolgár labdarúgó
- január 30. – Peter Crouch, angol labdarúgó
- február 23. – Gareth Barry, angol labdarúgó
- április 12. – Nicolás Burdisso, argentin labdarúgó
- április 29. – George McCartney, északír labdarúgó
- május 8. – Andrea Barzagli, olasz labdarúgó
- május 27. – Johan Elmander, svéd labdarúgó
- július 15. – Peter Odemwingie, nigériai labdarúgó
- július 28. – Michael Carrick, angol labdarúgó
- augusztus 12. – Djibril Cissé, francia labdarúgó
- szeptember 11. – Andrea Dossena, olasz labdarúgó
- október 3. – Zlatan Ibrahimović, svéd labdarúgó
- október 3. – Andreas Isaksson, svéd labdarúgó
- október 6. – Mikael Dorsin, svéd labdarúgó
- október 25. – Shaun Wright-Phillips, angol labdarúgó
- október 28. – Milan Baroš, cseh labdarúgó
- november 8. – Joe Cole, angol labdarúgó
- november 25. – Xabi Alonso, spanyol labdarúgó
- december 3. – Ioannisz Amanatidisz, görög labdarúgó
- december 15. – Roman Pavljucsenko, orosz labdarúgó
- december 21. – Cristian Zaccardo, olasz labdarúgó
- december 28. – Khalid Boulahrouz, holland labdarúgó

## Halálozások
- augusztus 28. – Guttmann Béla (81), labdarúgó, edző (* 1900)
- október 9. – František Fadrhonc (66), cseh labdarúgóedző (* 1914)